# سایوز تی‌ام-۱
سایوز تی ام-۱ (به روسی: Союз )(به معنای اتحاد) اولین مأموریت بدون سرنشین سازمان فضایی شوروی به سمت ایستگاه فضایی میر و اولین مأموریت موفق فضاپیمای جدید سایوزTM بود. این آخرین مأموریت بدون سرنشین روس‌ها تا ۳۳ سال بعد محسوب می‌شود.